# Demange-Baudignécourt
Demange-Baudignécourt es una comuna nueva francesa situada en el departamento de Mosa, de la región de Gran Este.

## Historia
Fue creada el 1 de enero de 2019, en aplicación de una resolución del prefecto de Mosa de 19 de diciembre de 2018 con la unión de las comunas de Baudignécourt y Demange-aux-Eaux, pasando a estar el ayuntamiento en la antigua comuna de Demange-aux-Eaux.

## Demografía
Según los datos aportados en la resolución del prefecto de Mosa, la comuna se crea con 594 habitantes.

## Composición
| Comuna fusionada | Código INSEE | Población (2016) | Superficie (km²) | Densidad (hab./km²) |
| ---------------- | ------------ | ---------------- | ---------------- | ------------------- |
| Baudignécourt    | 55030        | 65               | 6.28             | 10                  |
| Demange-aux-Eaux | 55150        | 505              | 24.86            | 20                  |